# Drosophila microdenticulata
Drosophila microdenticulata är en tvåvingeart som beskrevs av Panigrahy och Gupta 1983. Drosophila microdenticulata ingår i släktet Drosophila och familjen daggflugor.
Artens utbredningsområde är Indien.